# 19e cérémonie des Teen Choice Awards
La 19e cérémonie des Teen Choice Awards a lieu le 13 août 2017 à Los Angeles et est retransmise sur la chaîne FOX.
Les prix récompensent les réalisations de l'année dans la musique, le cinéma, la télévision, le sport, la mode, la comédie, les jeux vidéo et d'internet, et ont été votés par les téléspectateurs âgés de 13 à 19.
Les premières nominations sont annoncées le 19 juin 2017.

## Performances
- Kyle - iSpy (en) (avec Lil Yachty)
- Rita Ora - Your Song (en)
- Clean Bandit - Rockabye et Symphony (avec Zara Larsson)
- French Montana - Unforgettable (avec Swae Lee, Triplets Ghetto Kids)
- Rae Sremmurd - Black Beatles
- Le cast de Star - Ain't Thinkin' 'Bout You (en)
- Louis Tomlinson & Bebe Rexha - Back to You

## Remettants
- The Dolan Twins
- Lucy Hale
- Janel Parrish
- Chris Pratt
- Tyler Posey
- Yara Shahidi
- Hudson Yang
- Fifth Harmony
- Logan Paul
- Anthony Anderson
- Casting de Riverdale

## Palmarès
Les lauréats sont indiqués ci-dessous dans chaque catégorie et en caractères gras.

### Cinéma
| Film : Action | Acteur : Action | Actrice : Action |
| --- | --- | --- |
| - Wonder Woman - Fast and Furious 8 - Logan - Pirates des Caraïbes : La Vengeance de Salazar - Transformers : The Last Knight - XXX: Reactivated | - Chris Pine dans Wonder Woman - Vin Diesel dans Fast and Furious 8, xXx: Reactivated - Johnny Depp dans Pirates des Caraïbes : La Vengeance de Salazar - Hugh Jackman dans Logan - Dwayne Johnson dans Fast and Furious 8 - Brenton Thwaites dans Pirates des Caraïbes : La Vengeance de Salazar                                                           | - Gal Gadot dans Wonder Woman - Nina Dobrev dans XXX: Reactivated - Deepika Padukone dans XXX: Reactivated - Michelle Rodriguez dans Fast and Furious 8 - Ruby Rose dans XXX: Reactivated - Kaya Scodelario dans Pirates des Caraïbes : La Vengeance de Salazar      |
| Film : Science-fiction | Acteur : Science-fiction | Actrice : Science-fiction |
| - Les Gardiens de la Galaxie Vol. 2 - Premier Contact - Kong: Skull Island - Power Rangers - Rogue One: A Star Wars Story - Un monde entre nous | - Chris Pratt dans Les Gardiens de la Galaxie Vol. 2 - Asa Butterfield dans Un monde entre nous - Tom Hiddleston dans Kong: Skull Island - Diego Luna dans Rogue One: A Star Wars Story - Dacre Montgomery dans Power Rangers - Jeremy Renner dans Premier Contact                                                                                          | - Zoe Saldana dans Les Gardiens de la Galaxie Vol. 2 - Britt Robertson dans Un monde entre nous - Becky G dans Power Rangers - Felicity Jones dans Rogue One: A Star Wars Story - Brie Larson dans Kong: Skull Island - Naomi Scott dans Power Rangers               |
| Film : Fantastique | Acteur : Fantastique | Actrice : Fantastique |
| - La Belle et la Bête - Doctor Strange - Les Animaux fantastiques - Miss Peregrine et les Enfants particuliers - Vaiana : La Légende du bout du monde | - Dwayne Johnson dans Vaiana : La Légende du bout du monde - Asa Butterfield dans Miss Peregrine et les Enfants particuliers - Benedict Cumberbatch dans Doctor Strange - Eddie Redmayne dans Les Animaux fantastiques - Dan Stevens dans La Belle et la Bête                                                                                               | - Emma Watson dans La Belle et la Bête - Auli'i Cravalho dans Vaiana : La Légende du bout du monde - Eva Green dans Miss Peregrine et les Enfants particuliers - Rachel McAdams dans Doctor Strange - Katherine Waterston dans Les Animaux fantastiques              |
| Film : Dramatique | Acteur : Dramatique | Actrice : Dramatique |
| - 'Everything, Everything' - Le dernier jour de ma vie - The Edge of Seventeen - Mary - Les Figures de l'ombre - Le Chemin du pardon | - Kian Lawley dans Le dernier jour de ma vie - Chris Evans dans Mary - Andrew Garfield dans Tu ne tueras point - Taylor Lautner dans Run the Tide - Nick Robinson dans Everything, Everything | - Emma Watson dans The Circle - Zoey Deutch dans Le dernier jour de ma vie - Taraji P. Henson dans Les Figures de l'ombre - Hailee Steinfeld dans The Edge of Seventeen - Amandla Stenberg dans Everything, Everything                                               |
| Film : Comédie | Acteur : Comédie | Actrice : Comédie |
| - Le Monde de Dory - Cars 3 - Les Espions d'à côté - Lego Batman - Table 19 | - Zac Efron dans Baywatch : Alerte à Malibu - Will Arnett dans Lego Batman - Zach Galifianakis dans Les Espions d'à côté - Ricky Garcia dans Bigger Fatter Liar - Dwayne Johnson dans Baywatch : Alerte à Malibu - Owen Wilson dans Cars 3 | - Ellen DeGeneres dans Le Monde de Dory - Alexandra Daddario dans Baywatch : Alerte à Malibu - Gal Gadot dans Les Espions d'à côté - Jennifer Hudson dans Sandy Wexler - Tori Kelly dans Tous en scène - Anna Kendrick dans Table 19                                 |
| Film : Animé | Voix animé | Meilleur Vilain |
| - Cars 3 - Moi, moche et méchant 3 - Lego Batman - Vaiana : La Légende du bout du monde - Les Schtroumpfs et le Village perdu - Les Trolls | - Will Arnett dans Lego Batman - Steve Carell dans Moi, moche et méchant 3 - Kevin Hart dans Les Aventures de Capitaine Superslip - Dwayne Johnson dans Vaiana : La Légende du bout du monde - Anna Kendrick dans Les Trolls - Justin Timberlake dans Les Trolls                                                                                            | - Luke Evans dans La Belle et la Bête - Elizabeth Banks dans Power Rangers - Javier Bardem dans Pirates des Caraïbes : La Vengeance de Salazar - Priyanka Chopra dans Baywatch : Alerte à Malibu - James McAvoy dans Split - Charlize Theron dans Fast and Furious 8 |
| Meilleur révélation | Meilleure alchimie | Meilleur combat / Meilleure scène de combat |
| - Auli'i Cravalho dans Vaiana : La Légende du bout du monde - Deepika Padukone dans xXx: Le Retour de Xander Cage - Harry Styles dans Dunkerque - Janelle Monáe dans Les Figures de l'ombre - Tom Holland dans Spider-Man: Homecoming - Zendaya dans Spider-Man: Homecoming | - Emma Watson & Dan Stevens dans La Belle et la Bête - Chris Pratt & Zoe Saldana dans Les Gardiens de la Galaxie Vol. 2 - Deepika Padukone & Ruby Rose dans xXx: Le Retour de Xander Cage - Gal Gadot & Chris Pine dans Wonder Woman - Michelle Rodriguez & Vin Diesel dans Fast and Furious 8 - Zac Efron & Dwayne Johnson dans Baywatch : Alerte à Malibu | - Bumblebee contre Nemesis Prime dans Transformers : The Last Knight - Johnny Depp contre Javier Bardem dans Pirates des Caraïbes : La Vengeance de Salazar - John Wick contre Cassien dans John Wick 2                                                              |
| Film de l'été | Film: Acteur de l'été | Film: Actrice de l'été |
| - Spider-Man: Homecoming - Cars 3 - Pirates des Caraïbes : La Vengeance de Salazar - Transformers : The Last Knight - La Planète des singes : Suprématie - Wonder Woman | - Tom Holland dans Spider-Man: Homecoming - Ansel Elgort dans Baby Driver - Chris Pine dans Wonder Woman - Harry Styles dans Dunkerque - Mark Wahlberg dans Transformers : The Last Knight - Owen Wilson dans Cars 3 | - Zendaya dans Spider-Man: Homecoming - Cara Delevingne dans Valérian et la Cité des milles planètes - Gal Gadot dans Wonder Woman - Isabela Merced dans Transformers : The Last Knight - Mandy Moore dans In the Deep - Bella Thorne dans Amityville: The Awakening |

### Télévision
| Série : Dramatique | Acteur : Dramatique | Actrice : Dramatique |
| --- | --- | --- |
| - Riverdale - Empire - Famous in Love - Pretty Little Liars - Star - This Is Us | - Cole Sprouse dans Riverdale - Sterling K. Brown dans This Is Us - Ian Harding dans Pretty Little Liars - Jussie Smollett dans Empire - Milo Ventimiglia dans This Is Us - Jesse Williams dans Grey's Anatomy                                                                                            | - Lucy Hale dans Pretty Little Liars - Troian Bellisario dans Pretty Little Liars - Ashley Benson dans Pretty Little Liars - Shay Mitchell dans Pretty Little Liars - Sasha Pieterse dans Pretty Little Liars - Bella Thorne dans Famous in Love                                                          |
| Série : Science-fiction ou Fantastique | Acteur : Science-fiction ou Fantastique | Actrice : Science-fiction ou Fantastique |
| - Vampire Diaries - Shadowhunters - Stranger Things - Supernatural - Teen Wolf - Timeless | - Dylan O'Brien dans Teen Wolf - Jensen Ackles dans Supernatural - Matthew Daddario dans Shadowhunters - Joseph Morgan dans The Originals - Bob Morley dans Les 100 - Ian Somerhalder dans Vampire Diaries                                                                                                | - Kat Graham dans Vampire Diaries - Jennifer Morrison dans Once Upon a Time - Lana Parrilla dans Once Upon a Time - Abigail Spencer dans Timeless - Eliza Taylor dans Les 100 - Emeraude Toubia dans Shadowhunters                                                                                        |
| Série : Action | Acteur : Action | Actrice : Action |
| - Flash - Marvel : Les Agents du SHIELD - Arrow - Gotham - L'Arme Fatale - Supergirl | - Grant Gustin dans Flash - Stephen Amell dans Arrow - Clayne Crawford dans L'Arme Fatale - Gabriel Luna dans Marvel : Les Agents du SHIELD - Wentworth Miller dans Prison Break - Chris Wood dans Supergirl                                                                                              | - Melissa Benoist dans Supergirl - Jordana Brewster dans L'Arme Fatale - Caity Lotz dans Legends of Tomorrow - Danielle Panabaker dans Flash - Candice Patton dans Flash - Emily Bett Rickards dans Arrow                                                                                                 |
| Série : Comédie | Acteur : Comédie | Actrice : Comédie |
| - La Fête à la maison : 20 ans après - Baby Daddy - Brooklyn Nine-Nine - Jane the Virgin - Au fil des jours - Young & Hungry | - Jean-Luc Bilodeau dans Baby Daddy - Anthony Anderson dans Black-ish - Jaime Camil dans Jane the Virgin - Micah Fowler dans Speechless - Andy Samberg dans Brooklyn Nine-Nine - Hudson Yang dans Bienvenue chez les Huang                                                                                | - Candace Cameron Bure dans La Fête à la maison : 20 ans après - Rose McIver dans iZombie - Emma Roberts dans Scream Queens - Gina Rodriguez dans Jane the Virgin - Yara Shahidi dans Black-ish - Zendaya dans Agent K.C.                                                                                 |
| Dessin animé | Télé réalité | Série : Le Retour |
| - Les Griffin' - Bob's Burgers - Souvenirs de Gravity Falls - Rick et Morty - Sonic Boom - Steven Universe | - The Voice - Dance Moms - L'Incroyable Famille Kardashian - MasterChef Junior (en) - Chasing Cameron - Total Bellas | - Les Frères Scott - Buffy contre les vampires - Le Prince de Bel-Air - Newport Beach - Sister, Sister - Veronica Mars |
| Meilleur présentateur | Série : Vilain | Meilleure révélation masculine/féminine |
| - Ellen DeGeneres dans The Ellen DeGeneres Show - Anthony Anderson dans To Tell the Truth - Tyra Banks dans America's Got Talent - James Corden dans The Late Late Show with James Corden - Jimmy Fallon dans The Tonight Show Starring Jimmy Fallon - Blake Shelton dans The Voice | - Janel Parrish dans Pretty Little Liars - Grant Gustin dans Flash - Teri Hatcher dans Supergirl - Mark Pellegrino dans Supernatural - Josh Segarra dans Arrow - Cory Michael Smith dans Gotham | - Lili Reinhart dans Riverdale - K.J. Apa dans Riverdale - Millie Bobby Brown dans Stranger Things - Ryan Destiny dans Star - Chrissy Metz dans This Is Us - Finn Wolfhard dans Stranger Things |
| Meilleure nouveauté à la télévision | Série : Meilleure alchimie | Série : Meilleure alchimie |
| - Riverdale - Famous in Love - Star - Stranger Things - This Is Us - Timeless | - #BUGHEAD (Lili Reinhart & Cole Sprouse) dans Riverdale - #MALEC (Matthew Daddario & Harry Shum Jr) dans Shadowhunters - #EMISON (Shay Mitchell & Sasha Pieterse) dans Pretty Little Liars - #STYDIA (Holland Roden & Dylan O'Brien) dans Teen Wolf - #BELLARKE (Eliza Taylor & Bob Morley) dans The 100 | - #BUGHEAD (Lili Reinhart & Cole Sprouse) dans Riverdale - #MALEC (Matthew Daddario & Harry Shum Jr) dans Shadowhunters - #EMISON (Shay Mitchell & Sasha Pieterse) dans Pretty Little Liars - #STYDIA (Holland Roden & Dylan O'Brien) dans Teen Wolf - #BELLARKE (Eliza Taylor & Bob Morley) dans The 100 |
| Meilleure série de l'été | Série : acteur de l'été | Série : actrice de l'été |
| - Teen Wolf - America's Got Talent - Beat Shazam - The Bold Type - The Fosters - Tu crois que tu sais danser | - Tyler Posey dans Teen Wolf - Cody Christian dans Teen Wolf - David Lambert dans The Fosters - Harry Shum Jr dans Shadowhunters - Kyle Harris dans Stitchers - Noah Centineo dans The Fosters | - Holland Roden dans Teen Wolf - Aisha Dee dans The Bold Type - Cierra Ramirez dans The Fosters - Hilary Duff dans Younger - Maia Mitchell dans The Fosters - Shelley Hennig dans Teen Wolf |

### Film & Télévision
| Meilleur(e) voleur/voleuse de vedette | Meilleur baiser | Meilleure crise de colère |
| --- | --- | --- |
| - Camila Mendes dans Riverdale - Colin O'Donoghue dans Once Upon a Time - Josh Gad dans La Belle et la Bête - Michael Rooker dans Les Gardiens de la Galaxie Vol. 2 - RJ Cyler dans Power Rangers - Taylor Lautner dans Scream Queens | - Dan Stevens & Emma Watson dans La Belle et la Bête - Chris Pine & Gal Gadot dans Wonder Woman - Jennifer Morrison & Colin O'Donoghue dans Once Upon a Time - Matthew Daddario & Harry Shum Jr dans Shadowhunters - Melissa Benoist & Chris Wood dans Supergirl - Orlando Bloom & Keira Knightley dans Pirates des Caraïbes : La Vengeance de Salazar | - Madelaine Petsch dans Riverdale - Anthony Anderson dans Black-ish - Dan Stevens dans La Belle et la Bête - Kurt Russell dans Les Gardiens de la Galaxie Vol. 2 - Luke Evans dans La Belle et la Bête - Malcolm Barrett dans Timeless |

### Musique
| Artiste Masculin | Artiste Féminin |
| --- | --- |
| - Harry Styles - Justin Bieber - Bruno Mars - Shawn Mendes - Ed Sheeran - The Weeknd | - Ariana Grande - Alessia Cara - Miley Cyrus - Selena Gomez - Katy Perry - Hailee Steinfeld |
| Groupe | Artiste R&B/Hip-Hop |
| - Fifth Harmony - The Chainsmokers - Little Mix - Maroon 5 - Twenty One Pilots - The Vamps | - Beyoncé - Chance the Rapper - Kendrick Lamar - Drake - Nicki Minaj - Rihanna |
| Artiste DJ/danseur | Artiste latino |
| - Calvin Harris - Steve Aoki - Martin Garrix - David Guetta - Major Lazer - Zedd | - CNCO - Daddy Yankee - Luis Fonsi - Enrique Iglesias - Maluma - Shakira |
| Artiste International | Artiste de Country |
| - BTS - CD9 - CNCO - EXO - Monsta X - Seventeen | - Carrie Underwood - Kelsea Ballerini - Luke Bryan - Florida Georgia Line - Sam Hunt - Blake Shelton |
| Artiste de Rock | Single: Artiste masculin |
| - Harry Styles - Imagine Dragons - Linkin Park - Paramore - Twenty One Pilots - X Ambassadors | - Slow Hands - Niall Horan - Shape of You - Ed Sheeran - Body Like a Back Road (en) - Sam Hunt - Despacito - Luis Fonsi, Daddy Yankee et Justin Bieber - Sign of the Times - Harry Styles - That's What I Like - Bruno Mars                                                                                            |
| Single: Artiste féminine | Single: Groupe |
| - Crying in the Club - Camila Cabello - Bad Liar - Selena Gomez - Issues - Julia Michaels - Malibu - Miley Cyrus - Most Girls (en) - Hailee Steinfeld - Scars to Your Beautiful - Alessia Cara | - Down - Fifth Harmony - Believer - Imagine Dragons - Closer - The Chainsmokers - Guys My Age (en) - Hey Violet - Heathens - Twenty One Pilots - Shout Out to My Ex - Little Mix |
| Chanson DJ | Chanson Country |
| - Know No Better (en) - Major Lazer, Travis Scott, Camila Cabello et Quavo - 2U - David Guetta et Justin Bieber - It Ain't Me - Kygo et Selena Gomez - Just Hold On - Steve Aoki et Louis Tomlinson - Rockabye - Clean Bandit, Sean Paul et Anne-Marie - Something Just like This - The Chainsmokers and Coldplay | - Body Like a Back Road (en) - Sam Hunt - Craving You (en) - Thomas Rhett et Maren Morris - Every Time I Hear That Song (en) - Blake Shelton - The Fighter (en) - Keith Urban et Carrie Underwood - God, Your Mama, and Me (en) - Florida Georgia Line et Backstreet Boys - In Case You Didn't Know (en) - Brett Young |
| Chanson R&B/Hip-Hop | Chanson de Rock |
| - I'm the One - DJ Khaled, Justin Bieber, Quavo, Chance the Rapper et Lil Wayne - Glorious (en) - Macklemore et Skylar Grey - Location (en) - Khalid - Passionfruit - Drake - Redbone (en) - Childish Gambino - That's What I Like - Bruno Mars                                                                   | - Believer - Imagine Dragons - Green Light - Lorde - Hard Times - Paramore - Heathens - Twenty One Pilots - Heavy - Linkin Park et Kiiara - Human - Rag'n'Bone Man |
| Chanson Latino | Chanson de collaboration |
| - Despacito - Luis Fonsi, Daddy Yankee et Justin Bieber - Chantaje - Shakira et Maluma - Deja Vu (en) - Prince Royce et Shakira - Hey Ma (en) - Pitbull, J Balvin et Camila Cabello - No Le Hablen de Amor - CD9 - Reggaetón Lento (Bailemos) - CNCO                                                              | - Just Hold On - Steve Aoki et Louis Tomlinson - God, Your Mama, and Me (en) - Florida Georgia Line et Backstreet Boys - I Don't Wanna Live Forever - Zayn et Taylor Swift - It Ain't Me - Kygo et Selena Gomez - No Promises (en) - Cheat Codes et Demi Lovato - Stay - Zedd and Alessia Cara                         |
| Chanson Pop | Révélation |
| - Shape of You - Ed Sheeran - 24K Magic - Bruno Mars - Closer - The Chainsmokers et Halsey - Don't Wanna Know (en) - Maroon 5 et Kendrick Lamar - Love on the Brain - Rihanna - Stay - Zedd and Alessia Cara | - Chance the Rapper - James Arthur - Halsey - Zara Larsson - Dua Lipa - Julia Michaels |
| Prochaine grande révélation | Chanson de l'été |
| - Grace VanderWaal - Jonas Blue - Forever in Your Mind (en) - Jax Jones - New Hope Club - The Tide (en) | - Despacito - Luis Fonsi et Daddy Yankee feat. Justin Bieber - Bad Liar - Selena Gomez - Castle on the Hill - Ed Sheeran - Malibu - Miley Cyrus - Stay - Zedd and Alessia Cara - That's What I Like – Bruno Mars |
| Artiste masculin de l'été | Artiste féminine de l'été |
| - Shawn Mendes - Justin Bieber - Niall Horan - Liam Payne - Harry Styles - Zedd | - Camila Cabello - Miley Cyrus - Selena Gomez - Halsey - Lorde - Katy Perry |
| Groupe de l'été | Tournée de l'été |
| - Fifth Harmony - The Chainsmokers - Coldplay - Florida Georgia Line - Imagine Dragons - Little Mix | - Ariana Grande - Dangerous Woman Tour - Sam Hunt - 15 in a 30 Tour - Kendrick Lamar - Damn Tour - Bruno Mars - The 24K Magic World Tour - Shawn Mendes - Illuminate World Tour - Ed Sheeran - ÷ Tour |

### Web
| Star masculin du Web                                                                            | Star féminine du Web                                                                               |
| ----------------------------------------------------------------------------------------------- | -------------------------------------------------------------------------------------------------- |
| - Logan Paul - Cameron Dallas - The Dolan Twins - Ryan Higa - Casey Neistat - sWooZie           | - Liza Koshy - Niki and Gabi - Eva Gutowski - Merrell Twins - Bethany Mota - Lilly Singh           |
| Comédien/comédienne du Web                                                                      | Gameur                                                                                             |
| - Logan Paul - Colleen Ballinger - The Dolan Twins - Liza Koshy - Lele Pons - Lilly Singh       | - Ryan Ohmwrecker - Vikram Singh Barn - Jaryd Lazar - Michael Santana - Rabia Yazbek - Saqib Zahid |
| Fashion/Beauté                                                                                  | Star de la musique                                                                                 |
| - Nikkie De Jager - Andrea Brooks - Gigi Gorgeous - Kandee Johnson - Bethany Mota - Mia Stammer | - Jake Paul - Cimorelli - Jack & Jack - Carson Lueders - Johnny Orlando - Leroy Sanchez            |
| Meilleur "Muser"                                                                                | Meilleur Tweets                                                                                    |
| - Baby Ariel - Danielle Cohn - Kristen Hancher - Isaiah Howard - Lisa et Lena - Jacob Sartorius | - Ellen DeGeneres - Anna Kendrick - Blake Shelton - Chrissy Teigen - Justin Timberlake - Zendaya   |
| Instagrameur                                                                                    | YouTubeur/YouTubeuse                                                                               |
| - Selena Gomez - Beyonce - Justin Bieber - Kendall Jenner - Kylie Jenner - Taylor Swift         | - Jake Paul - The Dolan Twins - Liza Koshy - Casey Neistat - Logan Paul - Lilly Singh              |
| Snapchatteur/Snapchatteuse                                                                      | Meilleur fanbase                                                                                   |
| - Ariana Grande - Brett Eldredge - Selena Gomez - Kylie Jenner - DJ Khaled - Bella Thorne       | - Fifth Harmony                                                                                    |

### Fashion
| Le plus sexy                                                                              | La plus sexy                                                                                   |
| ----------------------------------------------------------------------------------------- | ---------------------------------------------------------------------------------------------- |
| - Shawn Mendes - Justin Bieber - Zayn Malik - Liam Payne - Harry Styles - Louis Tomlinson | - Camila Cabello - Selena Gomez - Paris Jackson - Deepika Padukone - Rihanna - Zendaya         |
| Le/La plus stylé                                                                          | Le/La plus modèle                                                                              |
| - Harry Styles - Cara Delevingne - Selena Gomez - Zayn Malik - Rihanna - Zendaya          | - Kendall Jenner - Hailey Baldwin - Ashley Graham - Gigi Hadid - Paris Jackson - Winnie Harlow |

### Sports
| Athlète : Homme                                                                             | Athlète : Femme                                                                                         |
| ------------------------------------------------------------------------------------------- | --- |
| - Stephen Curry - John Cena - Rickie Fowler - LeBron James - Mike Trout - Cristiano Ronaldo | - Simone Biles - The Bella Twins - Sasha Banks - Elena Delle Donne - Lauren Hernandez - Serena Williams |

### Autres
| Comédien/comédienne | Danseur/Danseuse                                                                                     |
| --- | --- |
| - Jumeaux Dolan - Jordan Doww - Kevin Hart - Gabriel Iglesias - Hasan Minhaj - Lilly Singh                             | - Maddie Ziegler - Derek Hough - Julianne Hough - Kida the Great - Chloe Lukasiak - tWitch           |
| Vidéo Game | Meilleur Changemaker                                                                                 |
| - Overwatch - Dota 2 - Hearthstone - Heroes of the Storm - League of Legends - The Legend of Zelda: Breath of the Wild | - Ariana Grande - Rowan Blanchard - Selena Gomez - Yara Shahidi - Ian Somerhalder - Shailene Woodley |

## Récompenses spéciales

### Ultimate Choice Award
- Miley Cyrus[1]

### Decade Award: Prix d'honneur
- Maroon 5[2]